# Vertrag von Pangkor

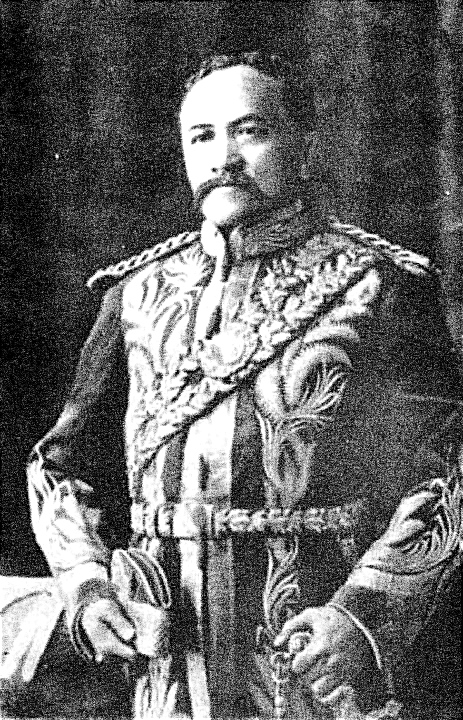
Raja Abdullah

Der Vertrag von Pangkor (engl. Pangkor Treaty) war ein Vertrag, der im Januar 1874 auf einem britischen Schiff, das vor der Insel Pangkor lag, zwischen Sir Andrew Clarke als britischem Regierungsvertreter, den lokalen malaiischen Machthabern, darunter Raja Abdullah, dem späteren Sultan Abdullah Muhammad Shah II von Perak, Ngah Ibrahim als Gouverneur der Region von Larut, wo sich die Zinnlagerstätten befanden, sowie den Exponenten der chinesischen Geschäftsinteressen, den Zinnmagnaten Chung Cheng Quee und Chin Ah Yam geschlossen wurde. Es ging in dem Vertrag einerseits um die Stabilisierung der Regierungsgewalt im Sultanat Perak, andererseits um die Stabilisierung der Modalitäten des Abbaus von Zinn in der Region Larut sowie eine substantielle sowohl politische als auch territoriale Vergrößerung des bereits bestehenden britischen Einflusses – Straits Settlement – in der Region. Der am 20. Januar 1874 von Sir Andrew Clarke und Raja Abdullah auf der Insel Pangkor vor Perak unterschriebene Vertrag hatte eine enorme Auswirkung auf die Geschichte des heutigen Malaysia. Er signalisierte offiziell den Beginn der britischen Einmischung in die Politik der Malaiischen Staaten.

## Geschichte
Die Region war zu jener Zeit der weltgrößte Lieferant von Zinn und die reichen Lagerstätten waren für die Briten, die damals schon in Penang, Malakka und Singapur auf der Malaiischen Halbinsel seit mehr als 100 Jahren sicher verankert waren, von größtem Interesse. Allerdings waren weder die Machtkämpfe lokaler Fürsten noch kriegerische Auseinandersetzungen zwischen zwei chinesischen Geheimorganisationen, den Ghee Hin und den Hai San, die erbittert um die Kontrolle der Zinnminen kämpften, den Geschäften zuträglich. In geschäftsgefährdender Weise wurde die profitable Förderung des Metalles durch die lokalen Machtkämpfe behindert.
Der vormalige Herrscher von Perak Sultan Ali war im Jahr 1871 verstorben und nach der fälligen komplizierten Thronfolge sollte Raja Abdullah der nächste Sultan werden. Stattdessen wurde Raja Ismail nach einigen Problemen gewählt. Später bat Raja Abdullah die Briten um Hilfe bei der Lösung der beiden Probleme. Die Briten erkannten die großartigen Möglichkeiten ihren Einfluss in Südostasien auszuweiten und das Monopol von Zinn zu stärken.
So kam es zu der Thronübernahme von Raja Abdullah und dem Vertrag von Pangkor 1874.
Die Vereinbarung besagte:
- Raja Abdullah wird legitim als Sultan von Perak anerkannt und ersetzt Sultan Ismail, der einen Titel und eine Art monatliche finanzielle Abfindung in Höhe von 1000 mexikanischen Pesos bekommt.
- Dem Sultan wird ein britischer Resident zur Seite gestellt, dessen Rat in allen Fragen, außer Angelegenheiten von Religion oder Kultur, gesucht werden sollte.
- Die Kontrolle und Eintreibung der Steuern und die Verwaltung des Staates wird unter dem Namen des Sultans ausgeführt, aber angeordnet nach dem Ratschlag des Residenten.
- Der Gouverneur von Larut wird weiter im Amt bleiben, aber nicht mehr als freier Führer anerkannt. Ein britischer Offizier wird an seiner Stelle mit weitreichenden Rechten in der Verwaltung ernannt.
- Nicht die britische Regierung, sondern der Sultan wird den Lohn des Residenten bezahlen.

Raja Ismail wusste nichts von dem Treffen zwischen Sir Andrew Clarke und Raja Abdullah. Er hatte offensichtlich die Vereinbarung nicht anerkannt, konnte jedoch gegen das Bündnis von Raja Abdullah und den Briten nichts ausrichten. Sir J.W.W. Birch wurde zum ersten britischen Repräsentanten ernannt, nachdem der Vertrag in Kraft getreten war.
In den folgenden Jahren verstärkte sich der britische koloniale Einfluss und drei weitere malaiischen Staaten Negeri Sembilan, Selangor und Pahang wurden zu britischen Protektoraten. Diese Staaten bildeten ab 1896 die Föderierten Malaiischen Staaten.